# Bobby Gillespie
Bobby Gillespie (* 22. června 1961 Glasgow) je skotský hudebník.
Počátkem 80. let hrál na baskytaru ve skupině The Wake, kterou opustil v roce 1983. V letech 1984–1986 byl bubeníkem kapely The Jesus and Mary Chain, s níž nahrál její první desku Psychocandy (1985). Již od roku 1982 souběžně zpíval ve vlastní skupině Primal Scream. Ta debutovala v roce 1987 albem Sonic Flower Groove a do roku 2024 jich vydala dalších jedenáct. Gillespie je jediným členem, který v ní působí po celou dobu její existence.
V roce 2021 vydal ve spoluápráci se zpěvačkou Jehnny Beth album Utopian Ashes. Téhož roku vydal autobiografickou knihu Tenement Kid. Také spolu s Thurstonem Moorem nahrál coververzi písně „Heroin“ od The Velvet Underground na tributní album I'll Be Your Mirror. V roce 2023 hostoval ve třech písních z alba Los Angeles tria Lol Tolhurst, Budgie a Jacknife Lee. Roku 2024 hostoval na desce The Cleansing hudebníka Petera Perretta.